# ناوشکن کلاس ویپر
دیسترویر کلاس ویپر (به انگلیسی: Viper-class destroyer) یک کلاس از کشتی است که طول آن ۲۱۰ فوت (۶۴ متر) می‌باشد.